# Moje życie (Joseph Ratzinger)
Moje życie (niem. Aus meinem Leben. Einnerungen 1927–1977) – autobiografia kardynała Josepha Ratzingera, późniejszego papieża Benedykta XVI opublikowana w 1998 roku.

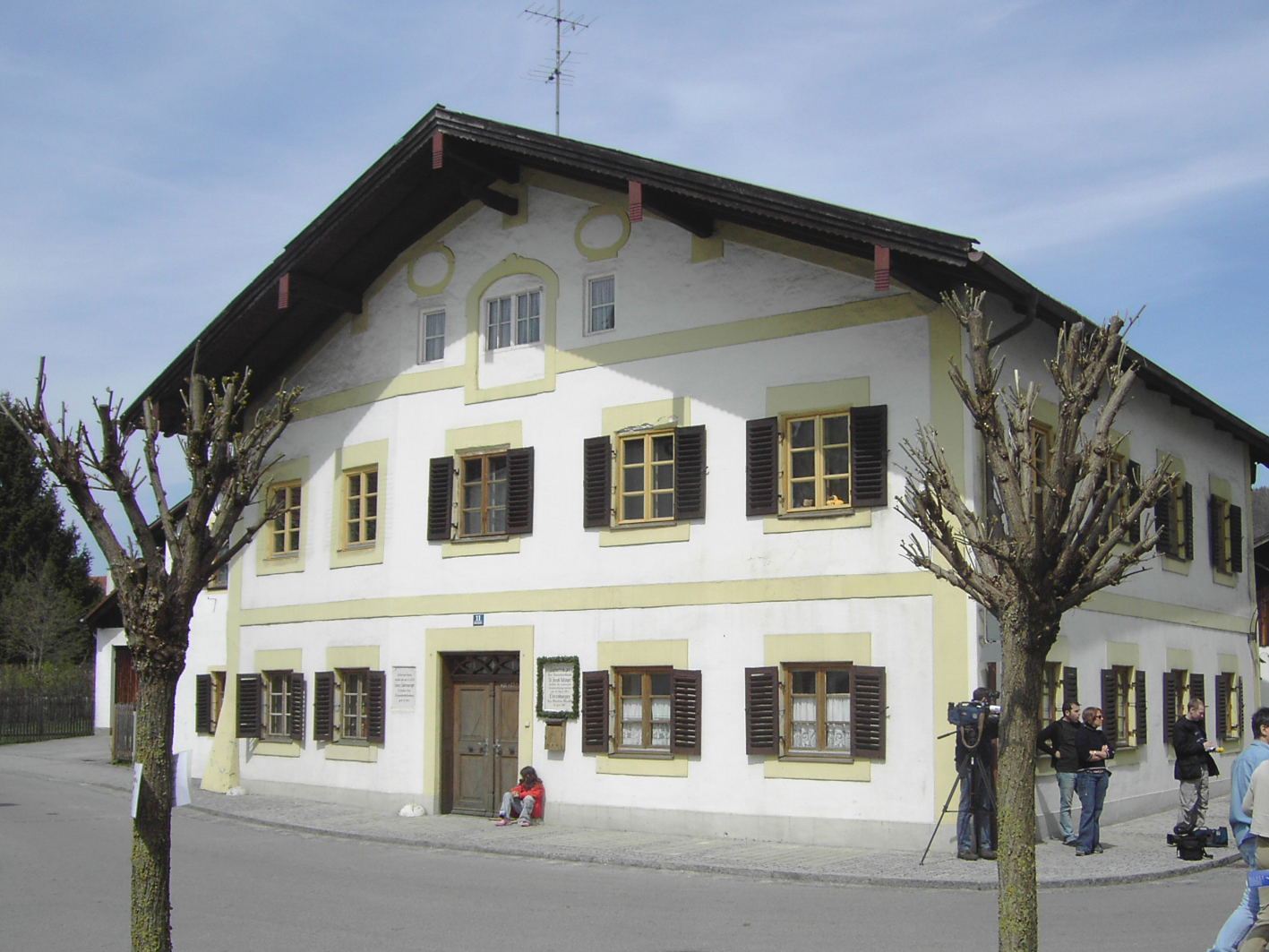
Dom, w którym mieszkała rodzina Ratzinger w Marktl

## Opis
Książka obejmuje okres 50 lat, od narodzin w Marktl poprzez okres dzieciństwa i wojny, lata szkoły i seminarium, osiąganie kolejnych stopni naukowych i tytułów w hierarchii Kościoła, Sobór watykański II, aż po objęcie funkcji arcybiskupa Monachium i Fryzyngi. Kardynał Ratzinger posługuje się prostym, zwyczajnym językiem, czasami z wyczuwalnymi emocjami. Późniejszy papież opisując swoje symbole biskupie (w zasadzie te same, co późniejsze papieskie), nawiązuje również do historii świętego Korbiniana i jego podróży do Rzymu, a swoją drogę powołania określa słowami "Twoim jucznym osłem się stałem i właśnie w ten sposób jestem blisko Ciebie".